# Riourik Rostyslavytch
 (septembre 2012).
Si vous disposez d'ouvrages ou d'articles de référence ou si vous connaissez des sites web de qualité traitant du thème abordé ici, merci de compléter l'article en donnant les références utiles à sa vérifiabilité et en les liant à la section « Notes et références ».
Riourik Rostyslavytch (en ukrainien : Рюрик Ростиславич ; en polonais : Ruryk Rościsławicz), mort vers 1092, est un prince de la dynastie des Riourikides. Il fut le 1er souverain de la principauté de Przemyśl de 1085 jusqu'à sa mort. 

## Biographie
Issu de la dynastie de Riourikides régnant sur la Rus' de Kiev, Riourik est le fils de Rostyslav Vladimirovitch (mort en 1067), prince de Tmoutarakan, et de son épouse Lanka (morte en 1095), une file du roi Béla Ier de Hongrie ; il est donc un arrière-petit-fils de Iaroslav le Sage. 
Par la mort précoce de son grand-père Vladimir II Iaroslavitch, prince de Novgorod, la famille n'avait aucun droit à la succession de Kiev. Finalement, en 1057, son père Rostyslav reçut en compensation les pays de Galicie et de Volhynie sur la frontière occidentale de la Rus'. Néanmoins, il n'en est pas satisfait et en 1064, il a occupé la riche principauté de Tmoutarakan sur la côte de la mer Noire expulsant son cousin Gleb, fils du prince Sviatoslav II de Kiev. Au terme de plusieurs batailles, il est empoissonné le 3 février 1067, probablement par ses rivales grecques de Chersonèse.
Après l'assassinat de son père, Riourik a été chassé de la Tmoutarakan. Il a vécu en qualité de prince-izgoï (« prince sans Terre ») auprès d'autres princes ruthènes et sa tentative de récupérer la Tmoutarakan en 1082 a échoué.

armoiries de la principauté de Przemyśl

En 1085 il s'est proclamé prince à Przemyśl en Galicie, avec le soutien des tribus locales de Croates blancs, qui ont pu ainsi retrouver leur indépendance de Kiev perdue après deux campagnes menées par Vladimir de Kiev à la fin du Xe siècle. En 1086, ses frères Vassylko et Volodar se sont installés à Terebovlia à Zvenyhorod, respectivement. Ces principautés ont par la suite été réunies par Vladimirko de Galicie, fils de Volodar, au sein de la Principauté de Galicie, la plus puissante principauté ruthène du XIIe siècle et noyau du futur Royaume de Galicie-Volhynie.
En 1086, l'armée galicienne a défendu avec succès Zvenyhorod contre les troupes de Iaropolk, prince de Volhynie qui bénéficiait du soutien de Kiev. Iaropolk a été contraint de se retirer, et a été assassiné par un mercenaire à la solde de Riourik. Les princes de Kiev ont continué les tentatives de reprendre la Galicie et se sont alliés à Ladislas Ier de Hongrie. La campagne menée par les Hongrois en 1092 échoue toutefois à son tour. C'est en cette période que Riourik est décédé. Il a été remplacé à Przemyśl par son frère Volodar.